# Fagdisplay

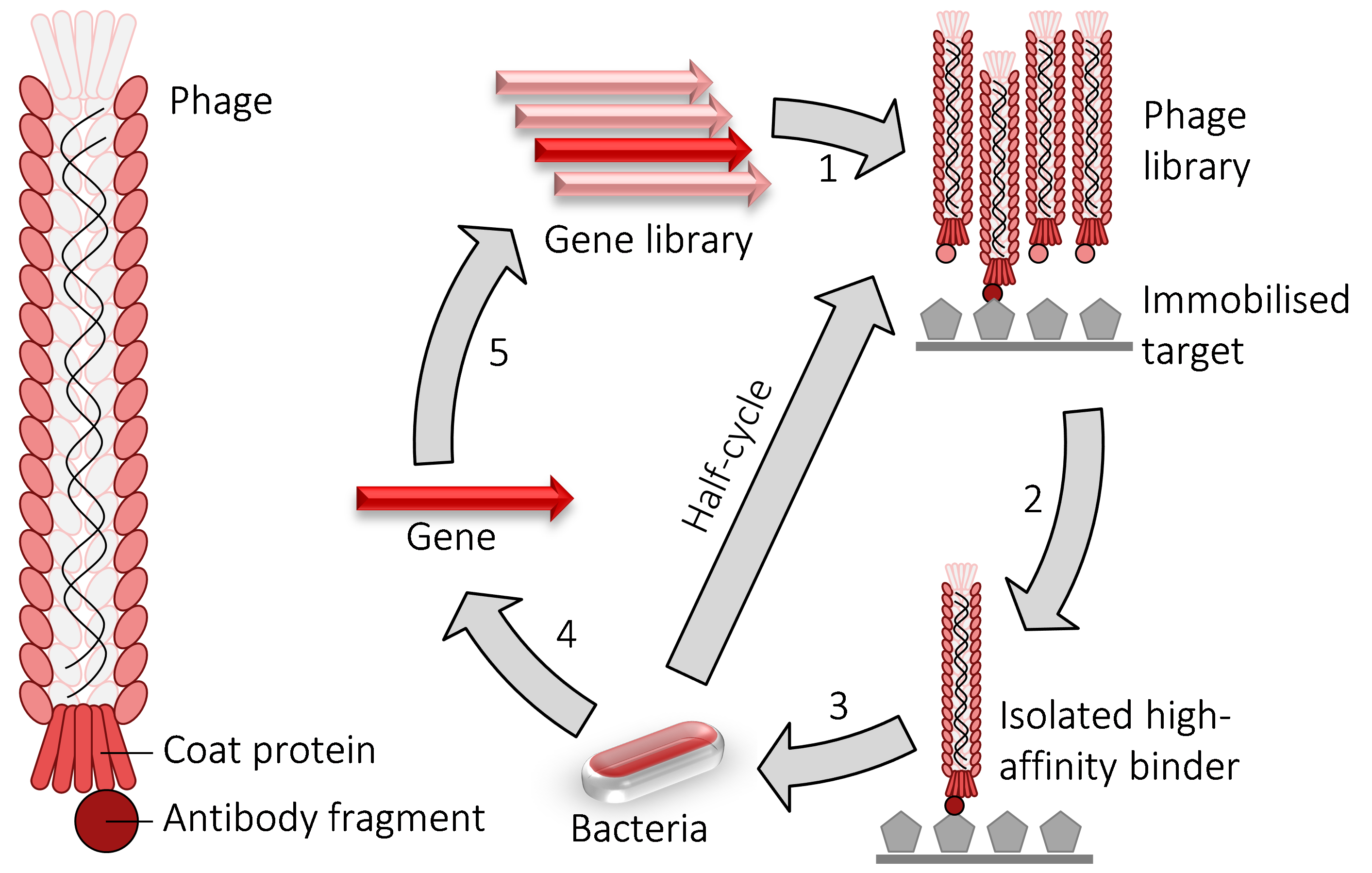
Phage display cycle. 1) fusion proteins for a viral coat protein + the gene to be evolved (typically an antibody fragment) are expressed in bacteriophage. 2) the library of phage are washed over an immobilised target. 3) the remaining high-affinity binders are used to infect bacteria. 4) the genes encoding the high-affinity binders are isolated. 5) those genes may have random mutations introduced and used to perform another round of evolution. The selection and amplification steps can be performed multiple times at greater stringency to isolate higher-affinity binders.

Fagdisplay eller fagpresentation är en bioteknisk metod för att belysa interaktioner protein–protein, protein–peptid, och protein–DNA, för utveckling av nya biologiska läkemedel och för sökandet efter specifika antikroppar för terapeutiska, diagnostiska eller experimentella tillämpningar av stor betydelse.
Med genteknologi injiceras en gen som kodar för proteinet av intresse, in i en bakteriofags arvsmassa, så att proteinet presenteras på utsidan av fagen vilket möjliggör isolering och identifikation av ligander. Fagen visar så ett sammanhang mellan genotyp och fenotyp och kan isoleras med hjälp av proteinets bindningsspecificitet. Den isolerade fagen är därefter utgångspunkt för isolering och användning av genen för proteinet av intresse: antikropp, enzym och annat. Se en schematisk illustration av tekniken här.
Nobelpriset i kemi 2018 delades ut till George P. Smith och Gregory P. Winter för deras arbete med utveckling och användning av fagdisplay.